# Horace-Bénédict de Saussure
Horace Bénédict de Saussure (Chêne-Bougeries, 17 de fevereiro de 1740 — Genebra, 22 de janeiro de 1799) foi um naturalista e geólogo suíço, era  aristocrata e é considerado como o pai do alpinismo.

## Biografia

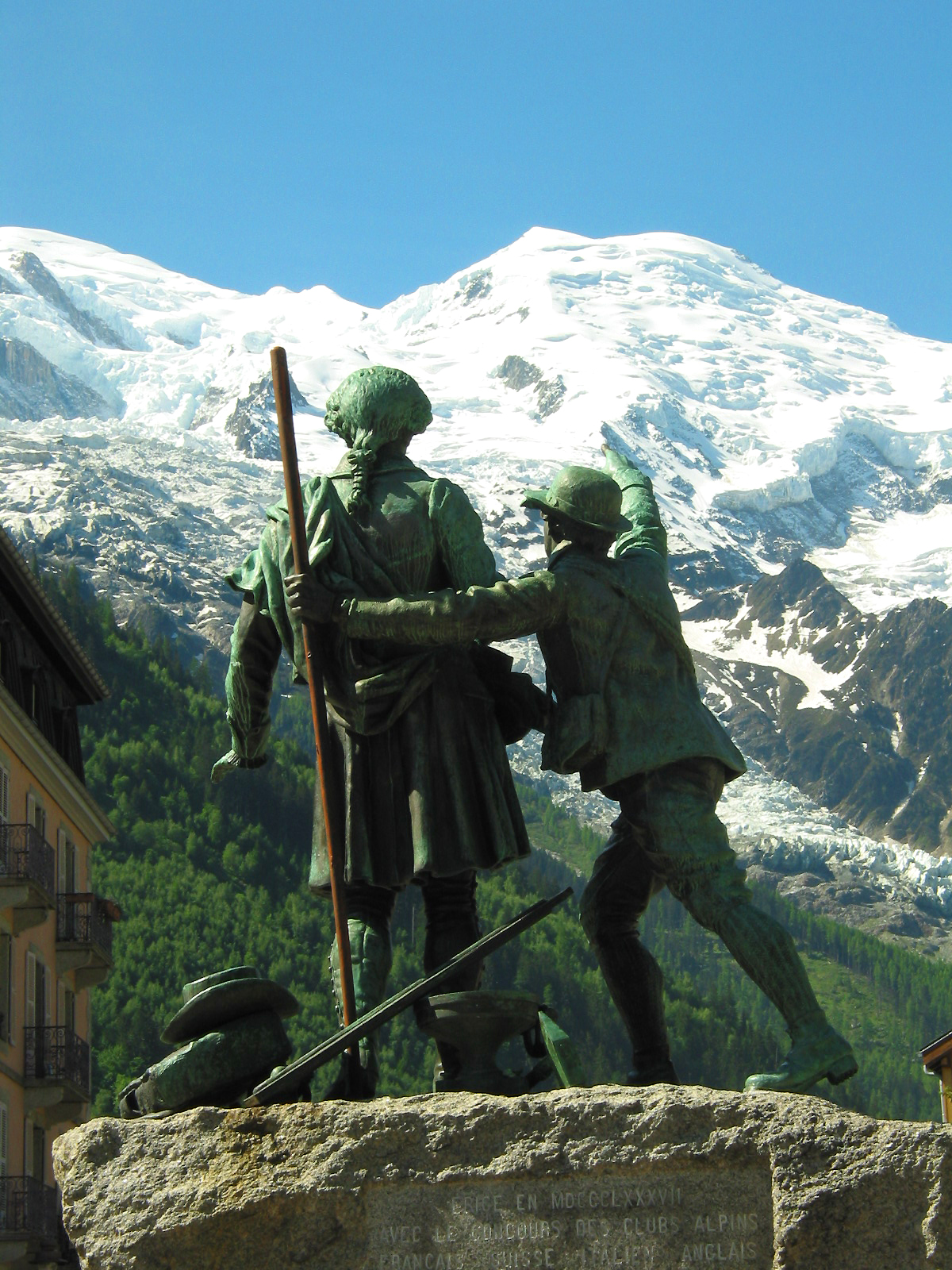
O guia Jacques Balmat mostra a H-B. de Saussure por onde o vai levar. Estátua no centro da cidade de Chamonix

Influenciado pelo pai e por seu tio materno, Charles Bonnet, consagrou-se à Botânica. Em 1758 ele se encontrou com Albrecht von Haller. Em 1762, foi nomeado, aos 22 anos, professor de Filosofia da academia de Genebra. No outono de 1768 foi promovido a membro da Royal Society, após uma visita à Grã-Bretanha. Em 1772 fundou em Genebra a "Société pour l'Avancement des Arts". Em 1791 sua saúde começa a declinar, e enfrenta problemas financeiros - apesar disto, consegue concluir seu maior trabalho, antes de sua morte, em 1796.

## Altitude do  Monte Branco
Seu interesse pela botânica levou-o naturalmente a empreender viagens aos Alpes, e ainda a estudar geologia para compreender as características físicas daquela região. O resultado dos seus trabalhos chamou a atenção de turistas e curiosos para as regiões de Chamonix e Zermatt.
Em 1760 para calcular a altitude do Monte Branco, prometeu uma recompensa para aquele que atingisse o seu cume. Em Agosto de 1786  um caçador de camurças, Jacques Balmat solicita a presença do doutor Michel Paccard com quem já havia passado algum tempo na montanha e os dois homens atacam a ascensão que atingem no dia 8 de Agosto de 1786.
É acompanhado por Jacques Balmat que H.B. de de Saussure monta uma cabana no cimo do Monte Branco em Agosto 1787, numa cordada composta por 11 pessoas, e onde o cientista procede aos cálculos de medição e constata que tem 2 450 toesas, o equivalente a 4 775 m, em vez dos 4 807 reais, o que é verdadeiramente insignificante para a época.

## Publicações

### Científica
Systema plantarum secundum classes, ordines, genea, species, cum characteribus, differentis; nominibus trivialibus, synonimis selectis, et locis natilbus. Francfort-sur-le-Main, Varrentrapp Fils et Wenner,aquecedor solar 1779.

### Divulgação
As descrições de suas sete incursões alpinas com passagem pelo Colo da Forclaz foram publicadas sob o título de Voyages dans les Alpes (Viagem pelos Alpes). Voyages dans les Alpes onde conta a passagem pelo para vir fazer as medidas na cabana no alto do Monte Branco